# أندرو ميلر (ممثل)
أندرو ميلر (بالإنجليزية: Andrew Miller)‏ (و. 1969 – م) هو ممثل، وكاتب، وكاتب سيناريو، من كندا، ولد في تورونتو.

## التعليم
تعلم في جامعة مكغيل.

## وصلات خارجية
- أندرو ميلر على موقع IMDb (الإنجليزية)
- أندرو ميلر على موقع ألو سيني (الفرنسية)
- أندرو ميلر على موقع أول موفي (الإنجليزية)
- أندرو ميلر على موقع قاعدة بيانات الفيلم (الإنجليزية)